# Dario Vidošić
Dario Vidošić (Osijek, 7 aprile 1987) è un allenatore di calcio ed ex calciatore croato naturalizzato australiano, di ruolo centrocampista o attaccante, tecnico della squadra femminile del Brighton & Hove.
Ha fatto parte delle spedizioni mondiali con la nazionale australiana per la Coppa del Mondo FIFA 2010 e Coppa del Mondo FIFA 2014
È figlio dell'allenatore Rado Vidošić.

## Carriera

### Allenatore
Nel 2021 è tornato al Melbourne City, assumendo il ruolo di allenatore dell'Academy. Nel 2022 ha assunto il ruolo di allenatore della prima squadra femminile del Melbourne City, prendendo il posto del padre Rado, che nel frattempo era stato nominato tecnico della prima squadra maschile. Ha guidato la squadra femminile per due stagioni consecutive, conquistando la vittoria del campionato australiano al termine della stagione 2023-24 e la conseguente qualificazione all'edizione inaugurale dell'AFC Women's Champions League.
Il 10 luglio 2024 è stato nominato nuovo allenatore della prima squadra femminile del Brighton & Hove, militante nella Women's Super League, massima serie del campionato inglese.

## Palmarès

### Giocatore

#### Club
- Coppa Svizzera: 1

Sion: 2014-2015

#### Allenatore
- Campionato australiano: 1

Melbourne City: 2023-2024